# The Boys (canção de Nicki Minaj e Cassie)
The Boys é uma canção gravada pela artista de hip-hop trinidadiana Nicki Minaj, com a cantora americana Cassie. É o primeiro single do relançamento do seu segundo álbum de estúdio, Pink Friday: Roman Reloaded – The Re-Up e foi lançado em 13 de setembro de 2012.

## Antecedentes
Minaj anunciou no MTV Video Music Awards de 2012 que Pink Friday: Roman Reloaded será re-lançado em novembro, como Pink Friday: Roman Reloaded - The Re-Up. O título da música foi revelado por Minaj através do twitter, e foi liberado para a iTunes Store em 13 de setembro de 2012. A canção foi lançada no Reino Unido em 14 de setembro de 2012, também através da iTunes Store.[carece de fontes?]
"The Boys" foi originalmente uma canção de Cassie chamado "Money on Love" (Dinheiro no Amor em português), que a cantora gravaria em um de seus álbuns de estúdio, mas a gravação fora adiada.[carece de fontes?] Durante as sessões de gravação para relançamento do disco de Minaj, The Re-Up, Cassie foi contactada para um possível dueto, e posteriormente mostrou "Money on Love" para Minaj, que imediatamente gostou da canção. "Money on Love" foi originalmente escrita para contar com a participação de um rapper masculino, mas, após a aprovação de Minaj, a canção foi regravada com novos vocais e uma produção estendida sob o título de "The Boys" e será lançado com artistas creditados como iguais.[carece de fontes?]

## Capa
A capa de "The Boys" foi lançada com a imagem de homens em desenho e um fundo rosa.

## Desempenho nas paradas
| Parada (2012)            | Melhor posição |
| ------------------------ | -------------- |
| Reino Unido (OCC UK R&B) | 20             |

## Histórico de lançamento
| País                            | Data                   | Formato          |
| ------------------------------- | ---------------------- | ---------------- |
| Estados Unidos                  | 13 de setembro de 2012 | Download digital |
| Reino Unido [carece de fontes?] | 14 de setembro de 2012 | Download digital |
| Estados Unidos                  | 25 de setembro de 2012 | Rhythmic radio   |